# Thouarella (Thouarella) hicksoni
Thouarella (Thouarella) hicksoni is een zachte koraalsoort uit de familie Primnoidae. De koraalsoort komt uit het geslacht Thouarella. Thouarella (Thouarella) hicksoni werd in 1911 voor het eerst wetenschappelijk beschreven door Thomson, J.S.. 